# Spogostylum variable
Spogostylum variable är en tvåvingeart som först beskrevs av Zaitzev 1976.  Spogostylum variable ingår i släktet Spogostylum och familjen svävflugor. Inga underarter finns listade i Catalogue of Life.